# Strafrecht (Liechtenstein)
Das liechtensteinische Strafrecht beschäftigt sich im weitesten Sinn mit allen rechtlichen Themen, welche die besondere Rechtsfolge Strafe fokussieren.

## Geschichte
Ein Strafrecht für die Bevölkerung des alemannischen Raums, zu dem auch Liechtenstein zählt, besteht schon seit der Römerzeit vor dem 5. Jahrhundert. Damals wurden Bürger neben Vermögens- und Körperstrafen sowie Verbannung auch mit der Todesstrafe belegt. Das letzte vollstreckte Todesurteil in Liechtenstein wurde am 26. Februar 1784 gegen die 41-jährige Barbara Erni gefällt, welche wegen Einbruchs, Diebstahl und Bettelei noch am selben Tag enthauptet wurde. Das letzte Todesurteil in dem Staat wurde am 26. November 1977 gefällt, aber später durch den Fürst Franz Josef II. aufgehoben. Offiziell abgeschafft wurde die Todesstrafe allerdings erst 1989.
Später, bei den Germanen, gab es nur ein Strafrecht in Bezug auf Kriegsdelike; andere Vergehen wurden entweder vom Hausvater (innerhalb der Familie) oder von der Sippe (außerhalb der Familie) nach dem Grundsatz des Talion geahndet. Um Blutrache zu verhindern, führte man später sogenannte Sühneverträge und Bussenkataloge ein, welche es ermöglichten, Blutrache durch Bezahlung von Waffen oder Vieh abzulösen.
Das Recht, die Blutgerichtsbarkeit auszuüben, ging im Spätmittelalter von den Bürgern auf die lokale Herrschaft über und setzte sich als öffentliches Strafrecht durch. 1532 wurden Grundsätze der Strafverfahren und des materiellen Rechts festgelegt, welche die Vergeltung, die Sühne, die Unschädlichmachung des Täters sowie die Abschreckung zum Zweck hatten.
Anstelle der grausamen Körper- und Ehrenstrafen sowie der Todesstrafe wurden im 17. Jahrhundert unter anderem in der Grafschaft Vaduz häufiger Gefängnisstrafen und Zwangsarbeit verhängt.
Nach der Abschaffung der Carolina 1812 wurde durch ein fürstliches Dekret entschieden, dass sich das Liechtensteinische Strafrecht ab diesem Zeitpunkt nach dem Österreichischen Strafgesetzbuch von 1803 richtet, welches neben anderen Modernisierungen den damals neuen Grundsatz «nullum crimen sine lege» («kein Verbrechen ohne Gesetz») beinhaltete. Dieser Vorgang wurde 1859 wiederholt, als das Österreichische StGB von 1852 angenommen wurde.

## Strafgesetzbuch von 1989
1989 setzte man ein neues Liechtensteinisches StGB in Kraft, welches erneut auf dem Österreichischen StGB basiert und unter anderem die Abschaffung der Todesstrafe, die Einschränkung der Strafbarkeit von Homosexualität und die Aufnahme von Tatbeständen wie Luftpiraterie, Geiselnahme, Terrorismus, Umweltvergehen und Computerkriminalität beinhaltet. Im Gegensatz zum Österreichischen StGB strich man den Tatbestand des Ehebruchs, schränkte die Strafbarkeit des Tatbestands der Mitwirkung am Selbstmord ein und lehnte die Fristenlösung beim Schwangerschaftsabbruch ab. Gleichzeitig trat ein sogenanntes Strafanpassungsgesetz in Kraft, welches die vorgeschriebene Anwendung des Schweizerischen Strafrechts durch Verträge mit diesem Land regelt.
Im Zuge der konstitutionellen Erbmonarchie ist ein Recht gesetzlich verankert, das es dem Fürsten mittels Abolition und Begnadigung ermöglicht, auf das Strafrecht Einfluss zu nehmen.